# Fervanita
La fervanita és un mineral de la classe dels òxids anomenat així en alusió a la seva composició que conté tant ferro com vanadi. El mineral té dues localitats tipus: una a Colorado i una altra a Utah.

## Característiques
La fervanita és un òxid de fórmula química Fe3+₄V5+₄O16·5H₂O. Cristal·litza en el sistema monoclínic.
Segons la classificació de Nickel-Strunz, la fervanita pertany a «04.HG: V[5+, 6+] vanadats. Òxids de V sense classificar» juntament amb els següents minerals: navajoïta, huemulita, vanalita, vanoxita, simplotita, delrioïta, metadelrioïta, barnesita, hendersonita, grantsita, lenoblita i satpaevita.
L'exemplar que va servir per a determinar l'espècie, el que es coneix com a material tipus, es troba conservat al la Universitat Harvard, amb el codi d'inventari #91457 i al Museu Nacional d'Història Natural dels EUA amb els codis d'inventari 96420, 96421 i 97874.

## Formació i jaciments
El mineral es troba en dipòsits d'urani i vanadi de l'altiplà del Colorado. A la seva localitat tipus va ser trobar com a impregnació en roca calcària i associat a hewettita, metahewettita, carnotita, steigerita, tyuyamunita, guix i òxids de vanadi; en altres localitas també s'ha descrit associat a hewettita, duttonita, schoderita, metaschoderita, straczekita. El mineral s'ha trobat als EUA i a Gabon.